# Rotoskop

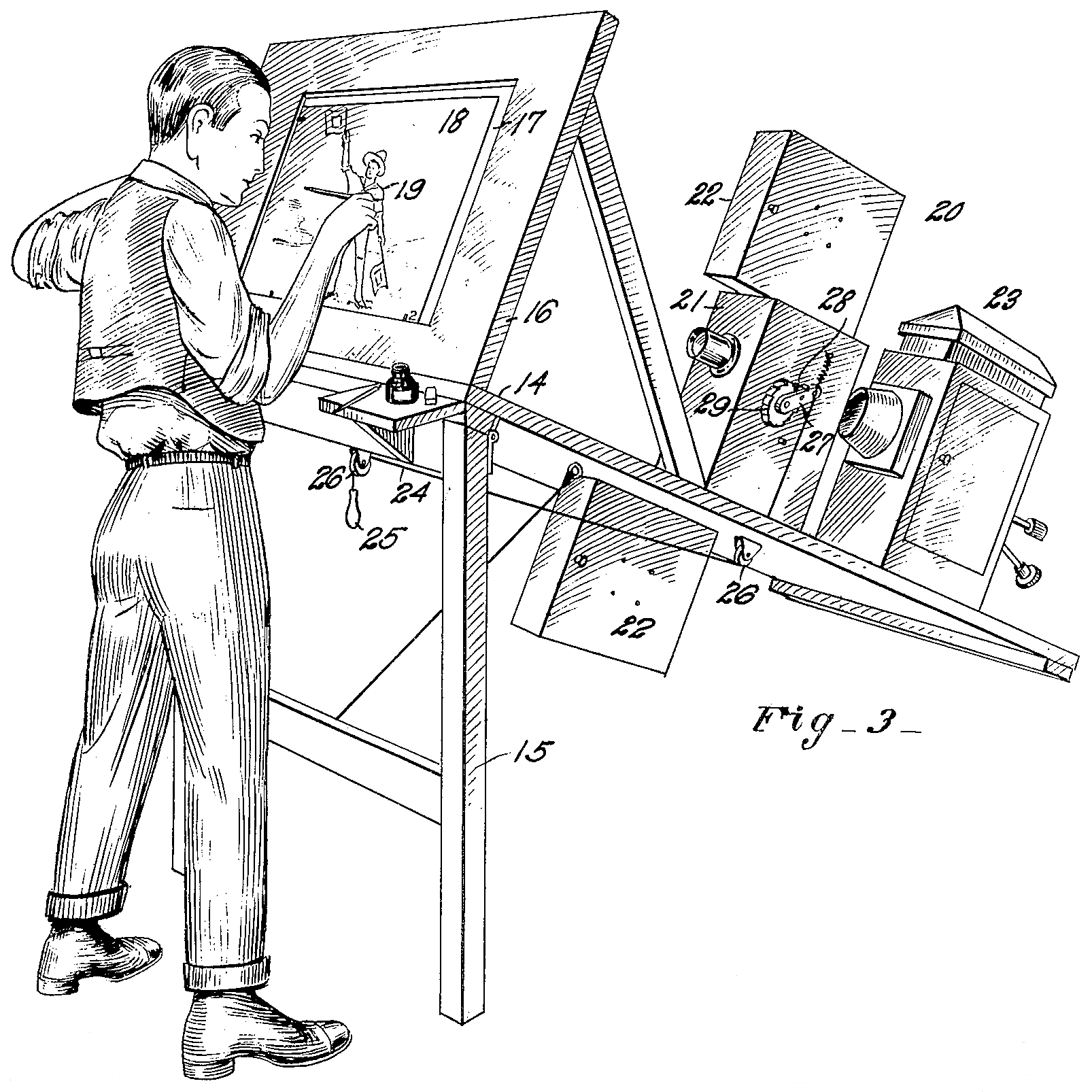
Schemat działania rotoskopu z patentu braci Fleischer

Rotoskop – maszyna umożliwiająca zamianę filmu aktorskiego na film animowany poprzez ręczne, klatka po klatce, odrysowanie występujących na nim form – rotoskop wyświetlał klatki filmu na papier, gdzie były kopiowane przez rysownika.
Animacja rotoskopowa została opracowana w 1915 roku i przez braci Maksa Fleischera i Dave’a Fleischera. Pierwszą postacią animowaną w ten sposób był stworzony przez nich na potrzeby promocji nowej metody Klaun Ko-Ko. Bracia Fleischer opatentowali rotoskop w 1917 roku.
Ponieważ była to technika czasochłonna, więc animowano w ten sposób tylko niektóre części filmów. Była wykorzystywana w wielu filmach jako metoda odwzorowania w animacji ruchu ludzkiego ciała (m.in. w Królewnie Śnieżce i siedmiu krasnoludkach).
Była to metoda popularna, jednak niektórzy z twórców nie uznawali jej za prawdziwą animację i postrzegali ją jako oszustwo.